# Ingrid Meeus
Ingrid Meeus (Temse,10 april 1964) is een voormalig Belgisch politica voor Open Vld.

## Levensloop
Meeus is van opleiding een gegradueerde in de klinische scheikunde en werd beroepshalve laborant. Na haar huwelijk met Fonny Meersman, een officier in het Belgische leger, verhuisde ze in 1987 naar Duitsland, waar ze na de geboorte van haar eerste kind in 1988 huisvrouw werd.
In 1987 stichtte Meeus in Lüdenscheid een afdeling van de Kristelijke Arbeidersvrouwen (KAV), waarvan zij voorzitster werd en die ze hielp uit te bouwen tot de grootste vrouwenbeweging van de Belgische gemeenschap in Duitsland. Van 1991 tot 1994 was ze in Lüdenscheid tevens directrice van een kinderdagverblijf voor Belgische kinderen. Na de terugtrekking van de Belgische strijdkrachten in Duitsland in 1994 verhuisde het gezin terug naar Temse en werd Meeus tot begin 2001 laborante bij het Provinciaal Instituut voor Metabole Aandoeningen in Wilrijk. 
Na haar terugkeer in België begon Meeus haar politieke carrière bij de christendemocratische CVP om in 2000 over te stappen naar de liberale VLD. Vanaf oktober 1994 zetelde ze voor de CVP in de gemeenteraad van Temse. In oktober 2000 werd ze vanop de VLD-lijst herkozen en begin 2001 werd ze schepen van Leefmilieu, Landbouw en Groenvoorziening, wat ze bleef tot eind 2006. Daarna was ze van 2007 tot 2012 OCMW-voorzitter en bleef in die hoedanigheid lid van het schepencollege.
In 2003 nam Meeus als derde opvolger deel aan de Kamerverkiezingen in de kieskring Oost-Vlaanderen. In juli 2004 werd ze effectief lid van de Kamer van volksvertegenwoordigers als vervangster van Karel De Gucht, die minister van Buitenlandse Zaken werd. Vanuit haar achtergrond als echtgenote van een militair werd ze lid van de commissies Landsverdediging en Legeraankopen. In juni 2007 raakte Ingrid Meeus vanop de negentiende plaats van de Oost-Vlaamse Open Vld-lijst niet herkozen.
In 2012 raakte bekend dat Meeus de politiek verliet en met haar echtgenoot naar Wallonië verhuisde. Ze gaf ook het lijsttrekkerschap van Open Vld voor de gemeenteraadsverkiezingen van dat jaar door aan Patrick Vermeulen.